# Felicitas Hoppe
Felicitas Hoppe, née le 22 décembre 1960 à Hamelin, est une écrivain allemande.

## Biographie
Elle obtient le prix Georg-Büchner en 2012.
En 2021, elle reçoit le Prix littéraire de Cassel.

## Œuvres traduites en français
- Le Pique-nique des coiffeurs, Jacqueline Chambon, coll. « Métro », 1999 ((de) Picknick der Friseure, 1996), trad. Yasmin Hoffmann et Maryvonne Litaize, 111 p.  (ISBN 2-87711-199-7)
- Pigafetta, Jacqueline Chambon, coll. « Métro », 2001 ((de) Pigafetta, 1999), trad. Yasmin Hoffmann et Maryvonne Litaize, 166 p.  (ISBN 2-87711-227-6)
- La Vie rêvée de Hoppe, Piranha, 2016 ((de) Hoppe, 2012), trad. Michel Ots, 320 p.  (ISBN 978-2371190221)